# Uracanthus punctulatus
Uracanthus punctulatus is een keversoort uit de familie van de boktorren (Cerambycidae). De wetenschappelijke naam van de soort werd voor het eerst geldig gepubliceerd in 2007 door Thongphak & Wang.